# VISUAL SHOCK Vol. 3.5 Say Anything
『VISUAL SHOCK Vol. 3.5 Say Anything』（ビジュアル ショック3.5 セイ エニーシング）は、日本のロックバンドXのライブビデオ。1991年に発表。

## 概要
「X BALLAD COLLECTION」と銘打たれ、NISSIN POWER STATION 3DAYS,VIOLENCE JEALOUSY TOURのドキュメントを含めて全曲新編集されたXのバラード集。
「Xからのクリスマス・プレゼント!」として12月21日にリリースされた。

## 収録曲
1. Say Anything
2. Voiceless Screaming
3. Endless Rain